# Крётцвальд
Крётцва́льд (фр. Creutzwald) — коммуна во французском департаменте Мозель региона Лотарингия. Относится к кантону Бузонвиль. Самая населённая коммуна кантона.

## География

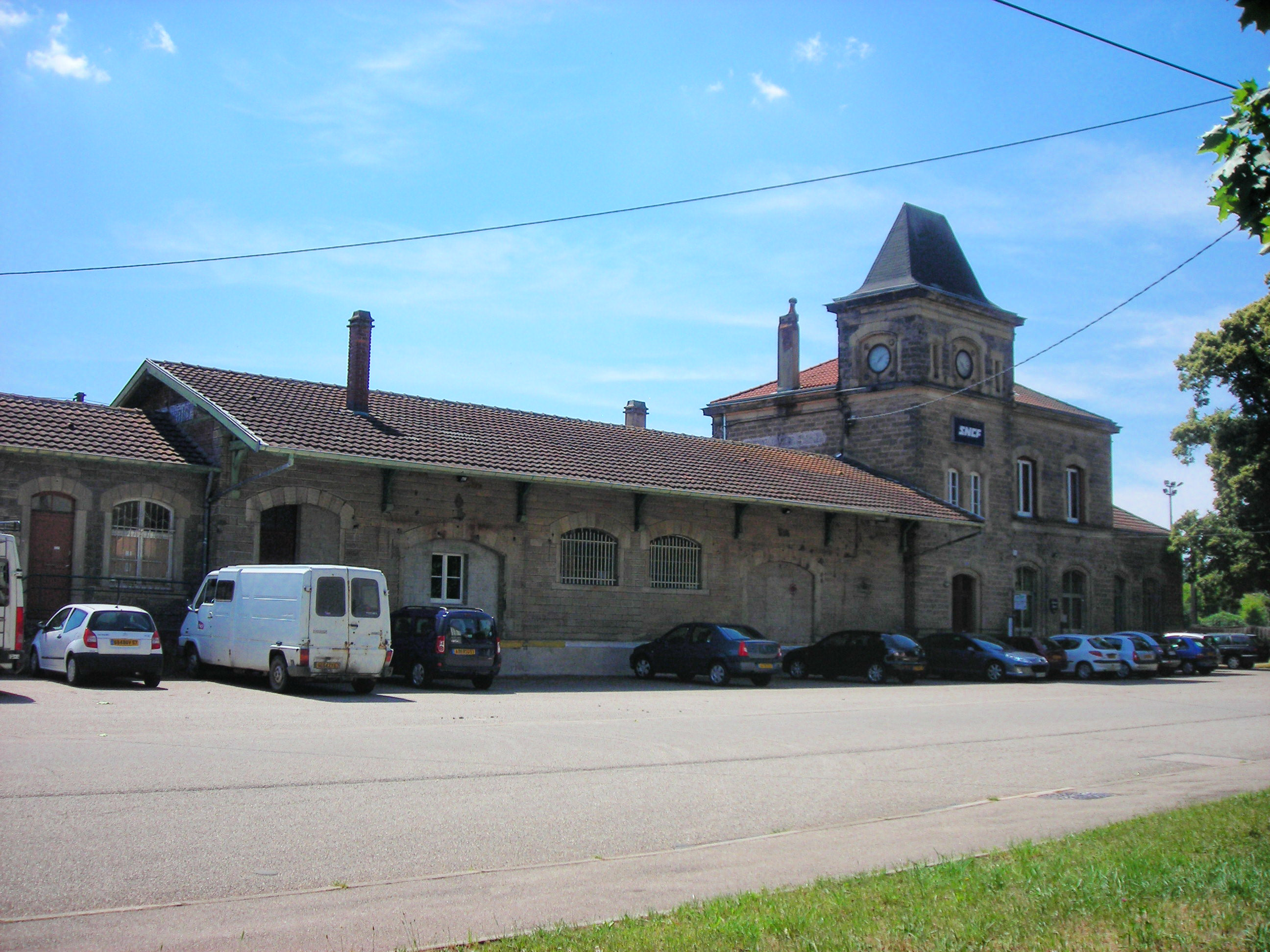
Городской вокзал.

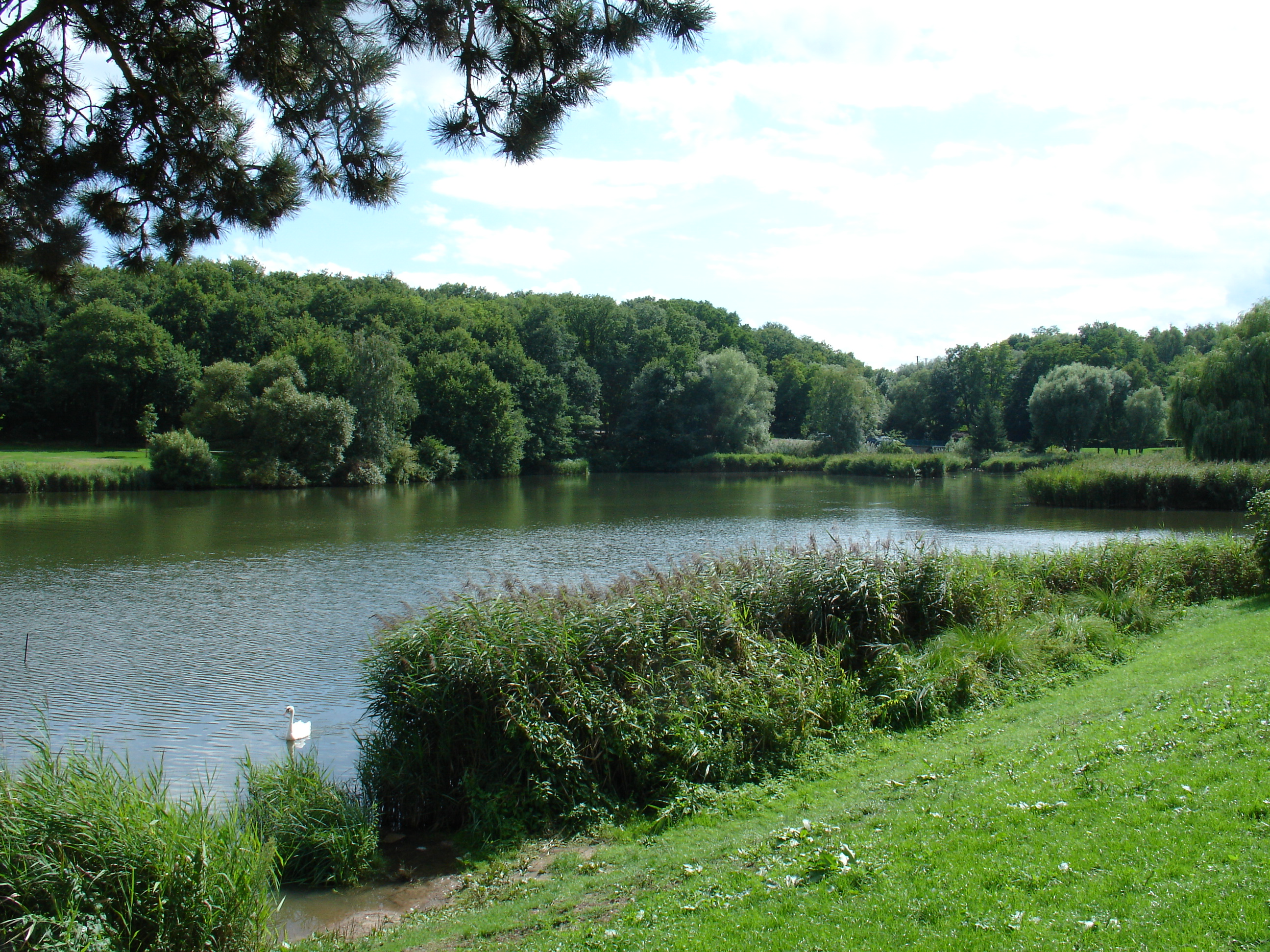
Вид на озеро Крётцвальд.

Крётцвальд расположен в 38 км к востоку от Меца на границе с Германией. Соседние коммуны: Мертан и немецкий Иберхерн на севере, немецкий Гросроссельн на востоке, Карлен на юго-востоке, Дьезан на юге, Ам-су-Варсбер и Гертен на западе, Фальк на северо-западе.

## История
- Крётцвальд был образован слиянием трёх независимых коммун: Крётцвальд-ла-Круа, Вильельмсбронн и Крётцвальд-ла-Ув.
- В 1602 году род де Конде получил лес Ла-Круа в обширном лесном массиве Варндт, принадлежавший ранее аббатству Бузонвиля. Построенный Крётцвальд-ла-Круа в 1611 году стал центром сеньората, зависимого от герцогства Лотарингия.
- Крётцвальд-ла-Круа был вскоре уничтожен во время Тридцатилетней войны 1618—1648 годов и жители разбежались.
- В 1626 году Даниэль Конде построил на земле графа Гийома де Нассау-Саарбрюк новое поселение Крётцвальд-Нассо, позже ставшее Вильельмсбронн. Здесь было организовано стекольное производство.
- Около 1700 года герцог Леопольд I Лотарингский основал стекольное производство в местечке, называвшимся Ла-Ув, чтобы повысить благополучие герцогства. Это поселение стало позже называться Крётцвальд-ла-Ув.
- В 1766 году все три коммуны вошли в состав Французского королевства. В 1810 году по желанию жителей они были объединены в город Крётцвальд-ла-Круа. Однако, для избежания повторения слова «крест» в названии (Kreuz — по-немецки, Croix — то же по-французски) оно было в 1961 году упрощено до Крётцвальд.
- В 1871 году Крётцвальд по франкфуртскому договору отошёл к Германской империи и получил германизированное название Kreuzwald. В 1918 году после поражения Германии в Первой мировой войне вновь вошёл в состав Франции в департамент Мозель.

## Демография
По переписи 2008 года в коммуне проживало 13367 человек.

## Достопримечательности

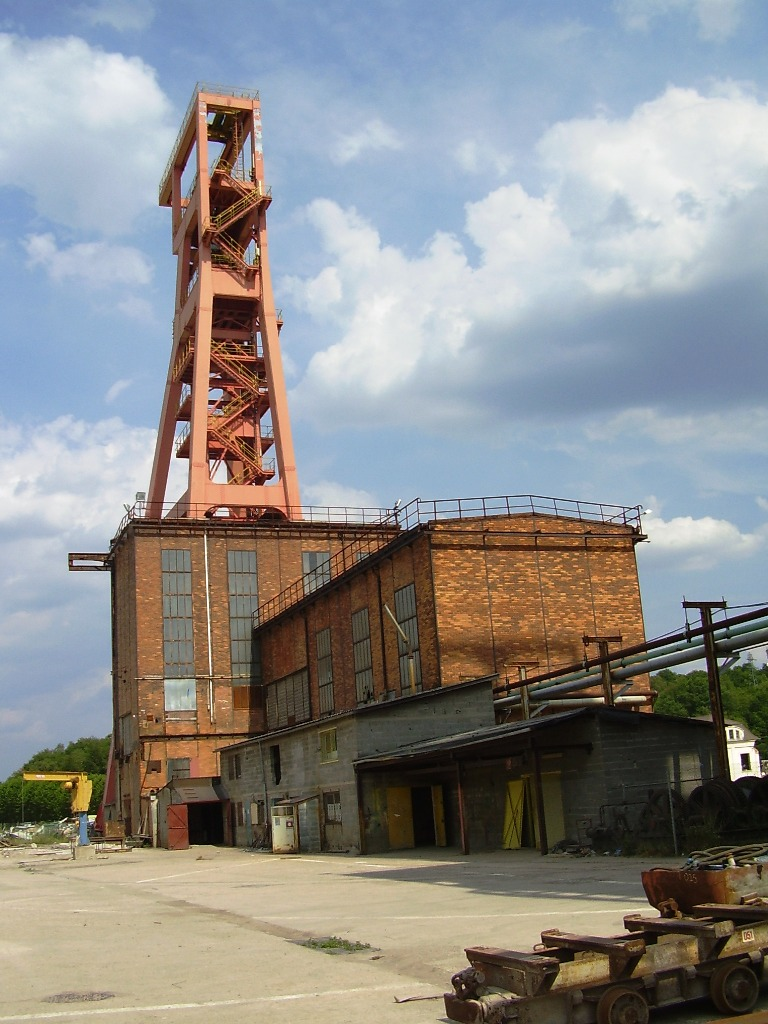
Бывшая шахта Ла-Ув.

- Следы древнеримского некрополя.
- Бывшая угольная шахта Ла-Ув.
- Церковь Сен-Круа, 1910 года.